# Adeodato Barreto
Júlio Francisco António Adeodato Barreto (em concanim: जूलियॊ फ़्रांसिस्कॊ आंतॊनियॊ आदॆयॊदातॊ बार्रॆतॊ; Margão, 3 de dezembro de 1905 - Coimbra, 6 de agosto de 1937), mais conhecido como Adeodato Barreto, foi um poeta e escritor luso-goês. As suas obras contêm importantes arquétipos e paradigmas da cultura hindu. Nos seu poemas observam-se as noções de eterno regresso e de transmigração, âncoras da filosofia Indiana.

## Biografia
Seu pai, Vicente Mariano Barreto, possuía considerável erudição e um senso pedagógico que deram frutos junto do seu filho. Após ter completado o curso dos Liceus em Pangim, Adeodato Barreto parte a caminho de Portugal com dezassete anos e matricula-se em Coimbra, no curso de Direito, em 1923, e, no ano seguinte, na Faculdade de Letras, no Curso de Ciências Histórico-Filosóficas. Nesta cidade foi eleito presidente do Centro Republicano-Académico, em Outubro de 1929. Licenciou-se em Direito em 1928 e em Ciências Histórico-Filosóficas em 1929, respectivamente, na Faculdade de Direito e na Faculdade de Letras da Universidade de Coimbra.
Exerceu o magistério na Figueira da Foz e em Coimbra. Foi depois escrivão de Direito em Montemor-o-Novo e notário em Aljustrel. Colaborou com assiduidade nos periódicos O Diabo e Seara Nova. Fundou as publicações Índia Nova (1928—1929), de que saíram seis números, e Círculo (1934), que editou sete números.
Foi pai de Kalidás Barreto, político e sindicalista português.
Foi amigo de Flausino Torres, com quem estudou.
O seu sonho, ainda finalista universitário, era o de criar um jornal. Assim nasceu o Índia Nova, em Coimbra, no qual foi director juntamente com José Teles e Teles de Mascarenhas. Abalançou-se, então, a uma empresa mais alta, a de fundar o Instituto Indiano sediado na Faculdade de Letras de Coimbra. Para isso conta com os apoios de Mendes dos Remédios, Providência da Costa, e Joaquim de Carvalho que prontamente o auxiliaram a organizá-lo, e corresponde-se com orientalistas de renome, como Rabindranath Tagore e Silvain Lévi. A actividade do Instituto foi coroada de alguns sucessos. Conferências, artigos de jornais onde se desenvolveram temas indianos, bem como a publicação das Edições Swatwa. Entretanto, Adeodato Barreto entregava-se à tradução da obra de Romain Rolland sobre a vida de Mahatma Gandhi. Quando a concluiu, comunicou a este célebre escritor, Nobel da Literatura, que lhe respondeu imediatamente numa carta admirável, recusando todos os direitos de autor. A tradução de Mahatma Gandhi não foi publicada por várias dificuldades editoriais de então.
Terminados os seus estudos universitários, concorreu ao Estágio Profissional do 4º Grupo dos Liceus. Pretendia, assim, abraçar a via docente, mas depressa o seu espírito irrequieto leva-o a optar pela carreira jurídica. Na verdade, tendo sido nomeado professor agregado do Liceu de Évora, em 1932, em breve aceita o cargo de Escrivão de Direito em Montemor-o-Novo. Meses depois, é nomeado notário em Aljustrel e aí permaneceu quatro anos. Nesta terra alentejana, Adeodato Barreto fundou e dirigiu um novo periódico O Círculo, colaborou assiduamente nos periódicos O Diabo e Seara Nova. A Civilização Hindu nasce de uma série de artigos publicados previamente na Seara Nova sobre esta matéria. Mais tarde, escreverá O Livro da Vida, colectânea de poemas publicada postumamente em 1940 em Goa.
Em Coimbra, Adeodato Barreto aprendara esperanto, do qual era entusiasta e promotor. Em Aljustrel contribui para o surgimento de um «florescente movimento esperantista», nas palavras de Francisco Rasquinho.
A sua atitude de intervenção junto dos mais desprotegidos leva-o a criar um serviço de assistência semanal aos pobres e administrar gratuitamente cursos nocturnos de alfabetização aos mineiros. A sua actividade de assistência aos desvalidos não passaria despercebida à PIDE, à qual dá conotação subversiva. Por isso, o escritor passa a ser vigiado e, mais tarde, quando concorre ao notariado de Goa é preterido por informações políticas.
A tuberculose venceu-o com 31 anos, em 6 de agosto de 1937, no Sanatório dos Olivais em Coimbra.

## Vida pessoal
Adeodato casou-se com Emília da Costa, de quem teve cinco filhos, cujos nomes são uma combinação de nomes hindus e portugueses:
- Maria Regina Veridiana Sarojini Barreto
- Maria Isabel Lakshimi Barreto
- Luís Maria Kalidás da Costa Barreto
- Vicente Camilo da Costa Barreto
- Jacinta da Costa Barreto

## Obras
- Civilização Hindu, 1935
- Fragmentos - Testamento Moral de Vicente Mariano Barreto, 1936
- O Livro da Vida. (Cânticos Indianos), 1940 (póstumo)